# Haplochytis pelonephes
Haplochytis pelonephes là một loài bướm đêm trong họ Crambidae.